# Halfo-Bobo-Mausoleum

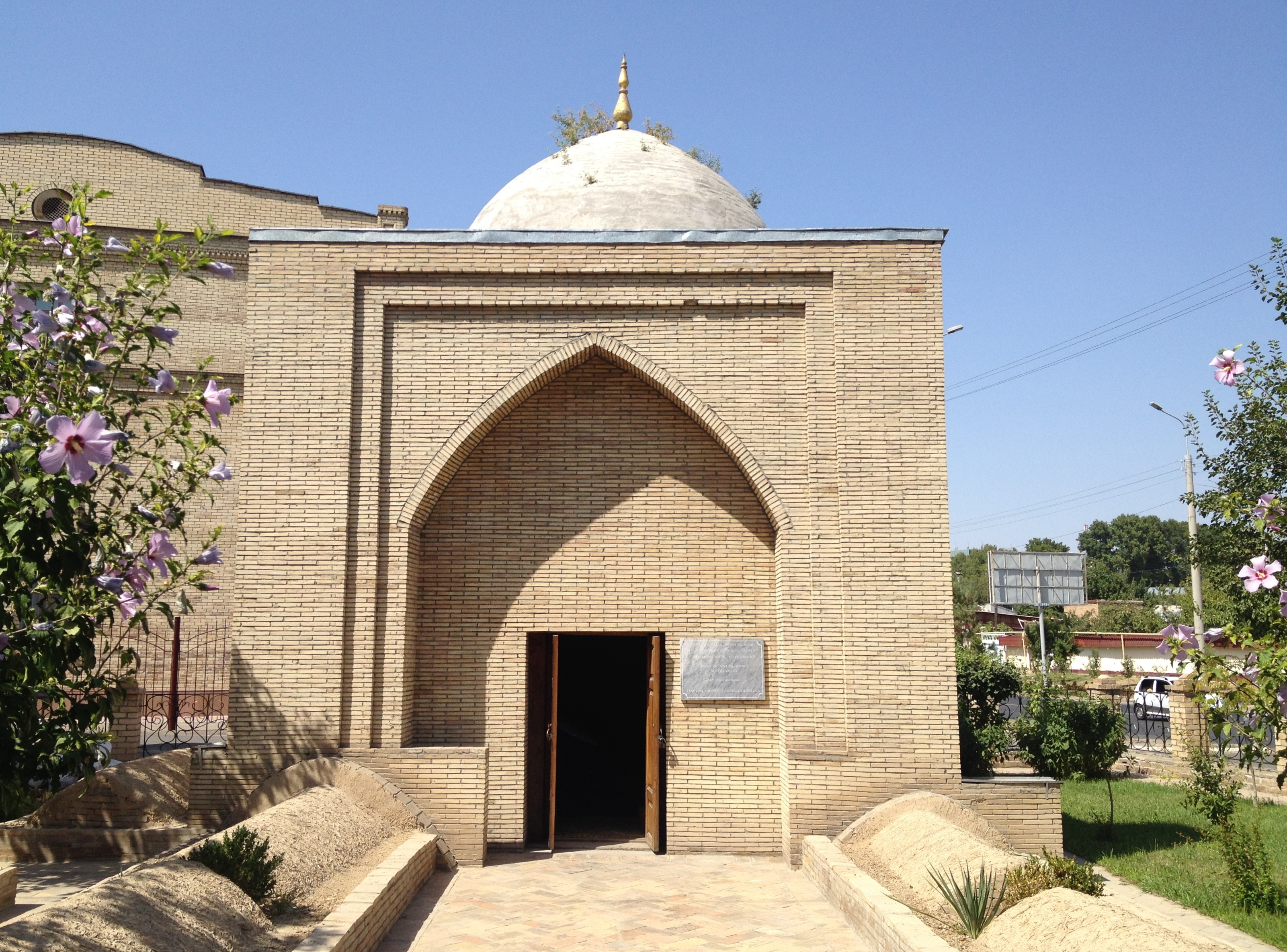
Chalfo-Bobo-Mausoleum

Das Halfo-Bobo-Mausoleum (kyrillisch: Халфо Бобо; auch Chalfo-Bobo-Mausoleum, englisch Khalfo-Bobo-Shrine) ist ein monumentales Grabmal, das sich in der Altstadt der usbekischen Hauptstadt Taschkent befindet. In dem 1845 errichteten Mausoleum wurden Halfo Bobo und sein Sohn bestattet. Es wird zu den Sehenswürdigkeiten von Taschkent gerechnet.
Das Mausoleum ist ein einfacher viereckiger Lehmziegelbau mit einer Kuppel. Die Außenmaße betragen 5,5 m × 6,5 m, der quadratische Innenraum misst 3 m × 3 m. Es gehört zu den wenigen Bauwerken, die nach dem schweren Erdbeben vom 26. April 1966 erhalten geblieben sind.